# Franz Rittler
Franz Rittler (* 1782 in Brieg; † nach 1837  in Simmering) war ein deutsch-österreichischer Jurist, Privatgelehrter und Schriftsteller, der auch unter den Pseudonymen Zollus Wahrhold und Purus Putus Sycophante publizierte.

## Leben
Franz Rittler besuchte das Gymnasium in Brieg, dann das Lyceum in Hirschberg, studierte Rechtswissenschaften in Frankfurt an der Oder, Halle (Saale) und Göttingen, reiste dann durch Deutschland, Frankreich und die Schweiz und wurde anschließend in Frankfurt an der Oder promoviert mit einer Dissertation de actione Pauliana. Danach war er Referendar beim Oberlandesgericht in Breslau, konnte aber diesen begonnenen Berufsweg nicht fortsetzen und wurde Professor für Ästhetik am Lyceum zu Neustadt an der Haardt. Nach drei Jahren in dieser Stellung ging er nach Speyer, wo er als geschworener Übersetzer und homme de loi an dem dortigen Gericht bis 1812 arbeitete. In diesem Jahr starben seine Eltern und er reiste nach Breslau. Als er nach Speyer zurückkehrte, wurde er aufgrund der veränderten politischen Verhältnisse verhaftet und nach Mainz verbracht. Obwohl die Untersuchungen gegen ihn nichts erbrachten, musste er den staatlichen Justizdienst verlassen. Er ging nach Freiburg i. Br. und nachdem er dort zeitweilig Kriegsdienste in der österreichischen Armee geleistet hatte, ging er 1841 nach Wien, wo er seinen dauernden Wohnsitz nahm. Hier beschäftigte er sich als Privatgelehrter mit Sprachwissenschaft, Aesthetik, Polizeiwissenschaft, Moral und Erziehungskunde und anderen Gebieten und entfaltete eine reiche schriftstellerische Tätigkeit, die aber nicht verhindern konnte, dass er in Armut und kärglichen Verhältnissen leben musste, woher sein Beiname „Österreichs armer Poet“ kommt.

## Werke (Auswahl)
- Die Zwillinge. Ein Versuch, aus 60 aufgegebenen Worten einen Roman ohne R zu schreiben, als Beweis der Reichhaltigkeit und Biegsamkeit der deutschen Sprache. 4 Bändchen. Cnobloch, Leipzig 1813. 3. rechtmäßige, verbunden mt einem zweiten Theil vermehrte Auflage. Emma und Gustav von Falkenau. Eine Fortsetzung des Versuchs aus sechzig aufgegebenen Worten einen kleinen Romanohne R zu schreiben, Zweiter Theil der Zwillinge. Wien 1820.[2] (Digitalisat) Neuausgabe Basse & Lechner, München 1992. ISBN 392757824X
- Die Familie von Popoli. Nach Cantelmo's Denkwürdigkeiten herausgegeben von der Lady Mary Hammilton. Kaulfuß & Armbruster, Wien 1816. (Digitalisat Theil2)
- Liebe und Reue. Aus dem Französischen übersetzt. Traßler, Brünn 1817.
- Anleitung zur Abfassung aller Arten öffentlicher, dem Zeitgeiste angemessener Anzeigen aus dem bürgerlichen Geschäftsleben. Wallishausser, Wien 1817.[3]
- Komische Schicksale eines Fünf Gulden-Scheines auf seinen Wanderungen durch Wien und die Umgebungen zur Zeit des Congresses. Ein satyrisches Gemälde, aus dem wirklichen Leben gezeichnet. Herausgegeben von Purus Putus Sycophante. Traßler, Brünn 1817. (Digitalisat)
- Freymüthige Enthüllung der wahren Ursache des täglich sich mehrenden Bettelunwesens, und wohlgemeinte Vorschläge ihm mit sicherm Erfolg zu steuern. Mösle, Wien 1818. (Digitalisat)
- Die zehn Gebothe, in den Unterhaltungen eines Großvaters mit seinen Enkeln, durch sittliche Erzählungen erklärt. Ein Festgeschenk für gute Söhne und Töchter aller Glaubensbekenntnisse. 10 Hefte. Strauß, Wien 1818. (Digitalisat)
- Lebensgeschichte eines ausgedienten Fiacker-Pferdes. Gastl, Brünn/Olmütz 1819.
- Der Findling. Ein Charaktergemälde aus dem Französischen der Frau Félicité von Choiseul-Meuse. 4 Bände. Wien 1820. (Digitalisat Band 4)
- Gaunerstreiche, oder listige Ränke der Betrüger unserer Zeit. Eine Beantwortung der Frage: Wovon leben so viele unbemittelte, und doch nicht arbeitende Menschen, besonders in großen Städten? Kienreich, Grätz 1820. (Digitalisat)
- Moralischer Haus Kalender. Ein Neujahrs Geschenke für gutte Söhne und Töchter aller Glaubens-Bekenntnisse. Grämmer, Wien 1820. (Digitalisat)
- Geschichte des Lebens und Wirkens der Apostel Jesu. Heubner, Wien 1820. (Digitalisat)
- Wiener Briefsteller für alle Fälle des gesellschaftlichen Lebens. Nebst einer gründlichen Anleitung, Bittschriften, Contracte, Handlungs- und Wechselbriefe, Schuldverschreibungen, Testamente, Contis, Quittungen, Vollmachten u. s. w. ohne Zuziehung eines Rechtsgelehrten nach der letzten bestehenden k. k. Verordnung selbst verfassen zu können; und einem Anhange öffentlicher Anzeigen, Nachrichten, Dienstgesuche, Warnungen, Steckbriefe u. s. w. der Stämpelpatents- und Scalababelle, Gerichtsferientage und anderer gemeinnützigen Gegenstände. Neueste, durchgehends verbesserte und viel vermehrte Auflage. Mösle, Wien/Leipzig 1822.
- Humoristische Scenen der Vergangenheit. Nach wahren Ereignissen erzählt. Tendler & Manstein, Wien 1822. (Digitalisat)
- Die Unvermählte. Ein Charaktergemählde nach dem Englischen (The village of Münster von Lady Marie Hamilton). Wigand, Caschau 1823.
- Eifersucht und Treue oder der Todesring. Eine wahre Geschichte aus den Zeiten Margarethens von Valois. (Nach d. Französischen der Adèle de Flahaut: Mademoiselle de Tournon.) 2 Theile. Wigand, Kaschau 1823. (Digitalisat Theil 1), (Theil 2)
- Der Lerchenfelder Robinson, oder wunderbare Schicksale und Abenteuer Sebastian Ganthöfers, eines geborenen Wiener, auf seinen Reisen zu Wasser und zu Lande. Kaulfuß & Krammer, Wien 1826. (Digitalisat)
- Die Reise zur Vorposten-Station, oder: Wohin führt der Weg? Interessante Pragment aus der Lebensgeschichte eines Abentheurer in den Jahren 1813 und 1814. Pichler, Wien 1828. (Digitalisat)
- Der türkische Dollmetsch für deutsche Zeitungsleser und Reisende nach der Lewante. Mausberger, Wien 1828. (Digitalisat)
- Gemeinnützige Winke über die längere Erhaltung der Pferde in Schönheit, Gesundheit und Brauchbarkeit durch zweckmäßigere Behandlung. Lechner, Wien 1833.
- Der Handkuß nach seinen verschiedenen Abstufungen. Eine kritische Beleuchtung des dabey erforderlichen Benehmens für Männer von gutem Ton. Mausberger, Wien 1829.
- Echter Anstand, guter Ton und feine Sitte. Als bewährte Wegweiser durch das gesellige Leben. Mayer, Wien 1834. (Digitalisat)
- Die Giftmischerinn, oder: Die Entdeckung des Verbrechens bleibt nie aus. Nach einer wahren Begebenheit erzählt und zum Theil aus den Criminal-Akten gezogen. Kupffer und Singer, Wien 1837. (Digitalisat)
- Der Freund des schönen Geschlechts. Ein angenehm und nützlicher Taschenkalender für das Jahr 1847. Riedl, Wien 1847. (Digitalisat)